# Бухман, Юрий Вадимович
Ю́рий Вади́мович Бу́хман (8 января 1923, Актюбинск — 1 февраля 2004) — советский тренер по боксу. Тренер боксёрских секций «Спартак» и «Шахтёр», Школы высшего спортивного мастерства в Донецке. Главный тренер сборной команды Донецкой области. Личный тренер таких титулованных советских боксёров как Владислав Засыпко и Эдуард Кауфман. Заслуженный тренер СССР (1964).

## Биография
Родился 8 января 1923 года в городе Актюбинске Киргизской АССР. Ученик известного тренера Сиднея Львовича Джексона, бывшего боксёра-профессионала, приехавшего в Среднюю Азию из США.
Принимал участие в боях Великой Отечественной войны, участник битвы за Кавказ. Кавалер ордена Красной Звезды (1944), награждён медалями «За оборону Кавказа», «За победу над Германией в Великой Отечественной войне 1941—1945 гг.» (1945), «За трудовую доблесть».
По окончании войны в 1947 году переехал на постоянное жительство в Ташкент, где занялся тренерской деятельностью. Уже в 1961 году ему было присвоено звание заслуженного тренера Узбекской ССР. С 1965 года работал тренером по боксу в Украинской ССР, в частности в секциях во дворцах спорта «Спартак» и «Шахтёр», Школе высшего спортивного мастерства города Донецка. Входил в тренерский состав сборных команд СССР, Узбекской ССР, Украинской ССР, в течение пяти лет в качестве главного тренера возглавлял сборную команду Донецкой области.
За долгие годы активной тренерской работы подготовил ряд титулованных спортсменов, добившихся успеха на международной арене, в том числе более 20 мастеров спорта. Один из самых известных его учеников — заслуженный мастер спорта Владислав Засыпко, двукратный чемпион Европы, бронзовый призёр чемпионата мира, двукратный чемпион СССР. Под руководством Бухмана проходил подготовку мастер спорта международного класса Эдуард Кауфман, чемпион СССР, победитель крупных международных турниров.
За выдающиеся достижения на тренерском поприще в 1964 году Юрий Бухман был удостоен почётного звания «Заслуженный тренер СССР».
Неоднократно принимал участие в соревнованиях по боксу в качестве судьи. Судья всесоюзной категории.
Дочь - Татьяна, внучки - Елена и Галина.
Умер в 2004 году. Ныне в Донецке в доме, где он работал в 1965—1979 годах, по адресу проспект Титова, 9 установлена мемориальная доска.